# Rick White
Richard Alan White, detto Rick (Bloomington, 6 novembre 1953), è un politico e avvocato statunitense, membro della Camera dei Rappresentanti per lo stato di Washington dal 1995 al 1999.

## Biografia
Nato nello Stato dell'Indiana, White studiò all'Università di Parigi e ottenne una laurea in legge dalla Georgetown University. Dopo aver lavorato come avvocato per diversi anni, White si dedicò alla politica e aderì al Partito Repubblicano.
Nel 1994 si candidò alla Camera dei Rappresentanti e riuscì a vincere le elezioni sconfiggendo la deputata democratica in carica Maria Cantwell, che pochi anni dopo fu eletta senatrice. White fu riconfermato per un secondo mandato nel 1996, ma due anni dopo perse la rielezione contro Jay Inslee e dovette abbandonare il Congresso.
Per qualche tempo svolse la professione di lobbista e alcuni anni dopo venne diffusa la notizia che White aveva perso la licenza di avvocato per mancato pagamento delle tasse; tuttora non pratica più la professione.